# Bürgermeisterwahlen in Sachsen 2014
Bürgermeisterwahlen fanden 2014 in Sachsen in 31 sächsischen Städten und Gemeinden statt. Dabei wurden 17 Bürgermeister im Amt bestätigt und einer abgewählt.

## Wahlstatistik
| Vorschlag | Anzahl |                    | Bürgermeister | Anzahl |
| CDU       | 10     | - wiedergewählt    | 17            |        |
| FDP       | 1      | - abgewählt        | 1             |        |
| WV, EB    | 20     | - nicht kandndiert | 13            |        |
| gesamt    | 31     |                    |               |        |

WV = Wählervereinigungen
EB = Einzelbewerber
EV = Einzelvorschläge

## Besonderheiten Mücka/Mikow und Dreiheide
Das sächsische Kommunalwahlrecht sieht für den Fall nur eines regulären Kandidaten eine Leerzeile vor, wo die Wähler stattdessen einen beliebigen weiteren passiv Wahlberechtigten eintragen können, um eine Stille Wahl zu verhindern. Im Normalfall wird davon nur wenig Gebrauch gemacht, und wenn, dann verteilt es sich meist auf viele verschiedene Personen. Anders war das bei der Wahl am 25. Mai (15. Juni) im lausitzischen Mücka (Mikow). Die Einwohner wählten wie folgt:
| Bewerber                 | Vorschlag(sart)          | 1. Wahlgang (in %) | 2. Wahlgang (in %) |
| ------------------------ | ------------------------ | ------------------ | ------------------ |
| Markus Kiese             | Einzelvorschlag          | 24,4               | 50,8               |
| Michael Menzel           | Einzelvorschlag          | 18,0               | 17,1               |
| Uwe Blättner             | Einzelvorschlag          | 7,0                | 9,7                |
| Peter Brückmann          | Einzelvorschlag          | 5,9                | 5,0                |
| Ilona Nowotny            | Einzelvorschlag          | 5,3                | n. a.              |
| Sven Rustler             | Einzelvorschlag          | n. a.              | 3,1                |
| weitere Einzelvorschläge | weitere Einzelvorschläge | 39,3               | 14,3               |
| gültige Stimmen          | gültige Stimmen          | 356                | 321                |
| ungültige Stimmen        | ungültige Stimmen        | 126                | 17                 |
| Stimmen gesamt           | Stimmen gesamt           | 482 (55,9 %)       | 338 (39,2 )        |
| Wahlberechtigte          | Wahlberechtigte          | 862                | 862                |

Somit wurde mit Markus Kiese eine Person zum Bürgermeister gewählt, die nicht auf dem Wahlzettel gestanden hatte. Kiese war allerdings bereits zuvor Bürgermeister von Mücka.
Auch in Dreiheide wurde wie folgt gewählt:
| Bewerber                               | Vorschlag(sart)                        | 1. Wahlgang (in %) | 2. Wahlgang (in %) |
| -------------------------------------- | -------------------------------------- | ------------------ | ------------------ |
| Wolfgang Pieschke                      | CDU                                    | 34,2               | 33,6               |
| Wolfgang Sarembe                       | Einzelvorschag                         | 45,5               | 65,8               |
| Bernd Gasch                            | Einzelvorschlag                        | 17,5               | 0,2                |
| weitere Einzelvorschläge (unter 0,4 %) | weitere Einzelvorschläge (unter 0,4 %) | 2,7                | 0,8                |
| gültige Stimmen                        | gültige Stimmen                        | 914                | 935                |
| ungültige Stimmen                      | ungültige Stimmen                      | 44                 | 26                 |
| Stimmen gesamt                         | Stimmen gesamt                         | 958 (52,9 %)       | 961 (53,0 %)       |
| Wahlberechtigte                        | Wahlberechtigte                        | 1.811              | 1.813              |

Somit wurde mit Wolfgang Sarembe der bisherige Bürgermeister wiedergewählt. Der einzige offizielle Bewerber scheiterte.
| letzte Besonderheit | 2014 | nächste Besonderheit                 |
| ------------------- | ---- | ------------------------------------ |
| 2010 (Ebersbach)    | 2014 | 2015 (Bockau, Vierkirchen, Zettlitz) |

## Wahlergebnisse

### Landkreis Bautzen
Im Landkreis Bautzen fanden in fünf Kommunen Wahlen statt. Diese sind im Folgenden aufgelistet. In einer Kommune waren zwei Wahlgänge notwendig. Das entscheidende Wahlergebnis ist markiert.
Gewählte Bewerber:
- CDU: 3
- Einzelbewerber/Bürgerinitiativen: 2
- Amtsinhaber wiedergewählt: 3
- Amtsinhaber abgewählt: 0
- Amtsinhaber nicht angetreten: 2

Namen von Amtsinhabern sind fett dargestellt.
| 1. Wahlgang  | 1. Wahlgang                     | 1. Wahlgang                    | 1. Wahlgang                    | 1. Wahlgang     | 2. Wahlgang | 2. Wahlgang     | vorherige | nächste |
| Wahltermin   | Gemeinde                        | Bewerber                       | Vorschlag                      | Ergebnis (in %) | Wahltermin  | Ergebnis (in %) | vorherige | nächste |
| ------------ | ------------------------------- | ------------------------------ | ------------------------------ | --------------- | ----------- | --------------- | --------- | ------- |
| 25. Mai      | Wittichenau Kulow               | Markus Posch                   | CDU                            | 48,4            | 15. Juni    | 63,0            | ← 2008    | 2021 →  |
| 25. Mai      | Wittichenau Kulow               | Beate Hufnagel                 | WV Allgemeine Bürgervertretung | 23,6            | 15. Juni    | 37,0            | ← 2008    | 2021 →  |
| 25. Mai      | Wittichenau Kulow               | Jens Leschnik                  | WV Maukendorf                  | 13,2            | 15. Juni    | n. k.           | ← 2008    | 2021 →  |
| 25. Mai      | Wittichenau Kulow               | Roland Exner                   | Exner                          | 5,1             | 15. Juni    | n. k.           | ← 2008    | 2021 →  |
| 25. Mai      | Wittichenau Kulow               | Michael Kretschmer             | Kretschmer                     | 9,7             | 15. Juni    | n. k.           | ← 2008    | 2021 →  |
| 22. Juni     | Obergurig Hornja Hórka          | Thomas Dirk Polpitz            | CDU                            | 57,7            |             |                 | ← 2007    | 2021 →  |
| 22. Juni     | Obergurig Hornja Hórka          | Bodo Fuhrmann                  | UBO                            | 42,3            |             |                 | ← 2007    | 2021 →  |
| 31. August   | Großpostwitz/O.L. Budestecy     | Frank Lehmann                  | Lehmann                        | 92,9            |             |                 | ← 2007    | 2019 →  |
| 31. August   | Großpostwitz/O.L. Budestecy     | Einzelvorschläge               | Einzelvorschläge               | 7,1             |             |                 | ← 2007    | 2019 →  |
| 31. August   | Panschwitz-Kuckau Pančicy-Kukow | Markus Kreuz                   | CDU                            | 84,5            |             |                 | ← 2011    | 2021 →  |
| 31. August   | Panschwitz-Kuckau Pančicy-Kukow | Einzelvorschläge               | Einzelvorschläge               | 15,5            |             |                 | ← 2011    | 2021 →  |
| 23. November | Puschwitz Bóšicy                | Stanislaus Ritscher            | WV Handwerk Puschwitz          | 57,6            |             |                 | ← 2008    | 2022 →  |
| 23. November | Puschwitz Bóšicy                | Einzelvorschlag Martin Scholze | Einzelvorschlag Martin Scholze | 39,0            |             |                 | ← 2008    | 2022 →  |
| 23. November | Puschwitz Bóšicy                | weitere Einzelvorschläge       | weitere Einzelvorschläge       | 3,4             |             |                 | ← 2008    | 2022 →  |

### Erzgebirgskreis
Im Erzgebirgskreis fanden in drei Kommunen Wahlen statt. Diese sind im Folgenden aufgelistet. In einer Kommune waren zwei Wahlgänge notwendig. Das entscheidende Wahlergebnis ist markiert.
Gewählte Bewerber:
- CDU: 1
- FDP: 1
- Einzelbewerber/Bürgerinitiativen: 1
- Amtsinhaber wiedergewählt: 1
- Amtsinhaber abgewählt: 0
- Amtsinhaber nicht angetreten/Gemeindeneugründung: 2
- Namen von Amtsinhabern sind fett dargestellt.

| 1. Wahlgang | 1. Wahlgang      | 1. Wahlgang       | 1. Wahlgang      | 1. Wahlgang     | 2. Wahlgang | 2. Wahlgang     | vorherige                                      | nächste |
| Wahltermin  | Gemeinde         | Bewerber          | Vorschlag        | Ergebnis (in %) | Wahltermin  | Ergebnis (in %) | vorherige                                      | nächste |
| ----------- | ---------------- | ----------------- | ---------------- | --------------- | ----------- | --------------- | ---------------------------------------------- | ------- |
| 11. Mai     | Pockau-Lengefeld | Rico Hartenberger | FDP              | 13,2            | 25. Mai     | 8,1             | Neugründung ← 2008 (Pockau) ← 2006 (Lengefeld) | 2016 →  |
| 11. Mai     | Pockau-Lengefeld | Heiko Friedemann  | Friedemann       | 38,6            | 25. Mai     | 49,2            | Neugründung ← 2008 (Pockau) ← 2006 (Lengefeld) | 2016 →  |
| 11. Mai     | Pockau-Lengefeld | Alfons Schauer    | Schauer          | 12,7            | 25. Mai     | n. k.           | Neugründung ← 2008 (Pockau) ← 2006 (Lengefeld) | 2016 →  |
| 11. Mai     | Pockau-Lengefeld | Ingolf Wappler    | Wappler          | 35,5            | 25. Mai     | 42,7            | Neugründung ← 2008 (Pockau) ← 2006 (Lengefeld) | 2016 →  |
| 31. August  | Stützengrün      | Volkmar Viehweg   | CDU              | 97,6            |             |                 | ← 2007                                         | 2021 →  |
| 31. August  | Stützengrün      | Einzelvorschläge  | Einzelvorschläge | 2,4             |             |                 | ← 2007                                         | 2021 →  |
| 26. Oktober | Oberwiesenthal   | Mirko Ernst       | FDP              | 58,7            |             |                 | ← 2007                                         | 2021 →  |
| 26. Oktober | Oberwiesenthal   | Kurt Rehahn       | CDU              | 41,3            |             |                 | ← 2007                                         | 2021 →  |

### Landkreis Görlitz
Im Landkreis Görlitz fanden in drei Kommunen Wahlen statt. Diese sind im Folgenden aufgelistet. In einer Kommune war ein zweiter Wahlgang notwendig. Das entscheidende Wahlergebnis ist markiert.
Gewählte Bewerber:
- CDU: 1
- Einzelbewerber/Bürgerinitiativen: 2
- Amtsinhaber wiedergewählt: 1
- Amtsinhaber abgewählt: 0
- Amtsinhaber nicht angetreten: 2

Namen von Amtsinhabern sind fett dargestellt.
| 1. Wahlgang  | 1. Wahlgang                      | 1. Wahlgang                  | 1. Wahlgang                  | 1. Wahlgang     | 2. Wahlgang | 2. Wahlgang     | vorherige | nächste |
| Wahltermin   | Gemeinde                         | Bewerber                     | Vorschlag                    | Ergebnis (in %) | Wahltermin  | Ergebnis (in %) | vorherige | nächste |
| ------------ | -------------------------------- | ---------------------------- | ---------------------------- | --------------- | ----------- | --------------- | --------- | ------- |
| 25. Mai      | Kreba-Neudorf Chrjebja-Nowa Wjes | Dirk Naumburger              | WV Bürger für Kreba-Neudorf  | 66,3            |             |                 | ← 2008    | 2021 →  |
| 25. Mai      | Kreba-Neudorf Chrjebja-Nowa Wjes | Bernd Praß                   | FW KV Görlitz                | 33,7            |             |                 | ← 2008    | 2021 →  |
| 25. Mai      | Mücka Mikow                      | Einzelvorschlag Markus Kiese | Einzelvorschlag Markus Kiese | 24,4            | 15. Juni    | 50,8            | ← 2007    | 2015 →  |
| 25. Mai      | Mücka Mikow                      | weitere Einzelvorschläge     | weitere Einzelvorschläge     | 75,6            | 15. Juni    | 49,2            | ← 2007    | 2015 →  |
| 14. Dezember | Niesky                           | Beate Hoffmann               | CDU                          | 57,8            |             |                 | ← 2008    | 2021 →  |
| 14. Dezember | Niesky                           | Harald Prause-Kosubek        | SPD                          | 32,1            |             |                 | ← 2008    | 2021 →  |
| 14. Dezember | Niesky                           | Erik Drescher                | Drescher                     | 6,0             |             |                 | ← 2008    | 2021 →  |
| 14. Dezember | Niesky                           | Hartmut Schuster             | Schuster                     | 4,1             |             |                 | ← 2008    | 2021 →  |

### Landkreis Meißen
Im Landkreis Meißen fanden in fünf Kommunen Wahlen statt. Ein zweiter Wahlgang war nicht nötig. Das entscheidende Wahlergebnis ist markiert.
Gewählte Bewerber:
- CDU: 3
- Einzelbewerber/Bürgerinitiative: 2
- Amtsinhaber wiedergewählt: 2
- Amtsinhaber abgewählt: 1
- Amtsinhaber nicht angetreten: 2

Namen von Amtsinhabern sind fett dargestellt.
| Wahltermin  | Gemeinde      | Bewerber             | Vorschlag             | Ergebnis (in %) | vorherige | nächste                      |
| ----------- | ------------- | -------------------- | --------------------- | --------------- | --------- | ---------------------------- |
| 23. März    | Tauscha       | Christian Creutz     | Creutz                | 28,7            | ← 2007    | Auflösung 2021 (Thiendorf) → |
| 23. März    | Tauscha       | Hans-Ullrich Scheibe | Scheibe               | 61,3            | ← 2007    | Auflösung 2021 (Thiendorf) → |
| 25. Mai     | Lampertswalde | Wolfgang Hoffmann    | CDU                   | 77,0            | ← 2007    | 2019 →                       |
| 25. Mai     | Lampertswalde | Martina Höllerl      | SPD                   | 23,0            | ← 2007    | 2019 →                       |
| 31. August  | Riesa         | Marco Müller         | CDU                   | 57,1            | ← 2010    | 2021 →                       |
| 31. August  | Riesa         | Uta Knebel           | Linke                 | 42,9            | ← 2010    | 2021 →                       |
| 31. August  | Thiendorf     | Ronald Bewilogua     | CDU                   | 17,8            | ← 2010    | 2021 →                       |
| 31. August  | Thiendorf     | Gunter Bauschke      | Regionalbauernverband | 8,5             | ← 2010    | 2021 →                       |
| 31. August  | Thiendorf     | Friedemann Böhme     | Böhme                 | 15,8            | ← 2010    | 2021 →                       |
| 31. August  | Thiendorf     | Dirk Mocker          | Mocker                | 57,8            | ← 2010    | 2021 →                       |
| 12. Oktober | Nünchritz     | Gerd Barthold        | CDU                   | 98,4            | ← 2007    | 2021 →                       |
| 12. Oktober | Nünchritz     | Einzelvorschläge     | Einzelvorschläge      | 1,6             | ← 2007    | 2021 →                       |

### Landkreis Mittelsachsen
Im Landkreis Mittelsachsen fanden in drei Kommunen Wahlen statt. Diese sind im Folgenden aufgelistet. In einer Kommune waren zwei Wahlgänge notwendig. Das entscheidende Wahlergebnis ist markiert.
Gewählte Bewerber:
- CDU: 1
- Einzelbewerber/Bürgerinitiativen: 2
- Amtsinhaber wiedergewählt: 2
- Amtsinhaber abgewählt: 0
- Amtsinhaber nicht angetreten: 1

Namen von Amtsinhabern sind fett dargestellt.
| 1. Wahlgang   | 1. Wahlgang     | 1. Wahlgang        | 1. Wahlgang      | 1. Wahlgang     | 2. Wahlgang | 2. Wahlgang     | vorherige | nächste |
| Wahltermin    | Gemeinde        | Bewerber           | Vorschlag        | Ergebnis (in %) | Wahltermin  | Ergebnis (in %) | vorherige | nächste |
| ------------- | --------------- | ------------------ | ---------------- | --------------- | ----------- | --------------- | --------- | ------- |
| 2. Februar    | Brand-Erbisdorf | Dr. Martin Antonow | Dr. Antonow      | 65,1            |             |                 | ← 2007    | 2021 →  |
| 2. Februar    | Brand-Erbisdorf | Frank Gleißner     | CDU              | 9,4             |             |                 | ← 2007    | 2021 →  |
| 2. Februar    | Brand-Erbisdorf | Norbert Schirmer   | Schirmer         | 25,5            |             |                 | ← 2007    | 2021 →  |
| 30. März      | Mulda/Sa.       | Reiner Stiehl      | Stiehl           | 98,8            |             |                 | ← 2007    | 2021 →  |
| 30. März      | Mulda/Sa.       | Einzelvorschläge   | Einzelvorschläge | 1,2             |             |                 | ← 2007    | 2021 →  |
| 21. September | Lichtenau       | Andreas Graf       | CDU              | 38,6            | 12. Oktober | 46,5            | ← 2009    | 2021 →  |
| 21. September | Lichtenau       | Gert Eidam         | FW               | 37,8            | 12. Oktober | 42,7            | ← 2009    | 2021 →  |
| 21. September | Lichtenau       | Jens Scheunert     | Linke            | 23,7            | 12. Oktober | 10,8            | ← 2009    | 2021 →  |

### Landkreis Nordsachsen
Im Landkreis Nordsachsen fanden in drei Kommunen Wahlen statt. Diese sind im Folgenden aufgelistet. In einer Kommune waren zwei Wahlgänge notwendig. Das entscheidende Wahlergebnis ist markiert.
Gewählte Bewerber:
- Einzelbewerber/Bürgerinitiativen: 3
- Amtsinhaber wiedergewählt: 3
- Amtsinhaber abgewählt: 0
- Amtsinhaber nicht angetreten: 0

Namen von Amtsinhabern sind fett dargestellt.
| 1. Wahlgang | 1. Wahlgang | 1. Wahlgang                      | 1. Wahlgang                      | 1. Wahlgang     | 2. Wahlgang | 2. Wahlgang     | vorherige | nächste |
| Wahltermin  | Gemeinde    | Bewerber                         | Vorschlag                        | Ergebnis (in %) | Wahltermin  | Ergebnis (in %) | vorherige | nächste |
| ----------- | ----------- | -------------------------------- | -------------------------------- | --------------- | ----------- | --------------- | --------- | ------- |
| 16. März    | Bad Düben   | Astrid Münster                   | FWG                              | 62,7            |             |                 | ← 2007    | 2021 →  |
| 16. März    | Bad Düben   | Adina Meier                      | FDP                              | 18,5            |             |                 | ← 2007    | 2021 →  |
| 16. März    | Bad Düben   | Mathias Mieth                    | Bürgerkreis Bad Düben            | 18,8            |             |                 | ← 2007    | 2021 →  |
| 13. April   | Dreiheide   | Wolfgang Pieschke                | CDU                              | 34,2            | 4. Mai      | 33,6            | ← 2007    | 2020 →  |
| 13. April   | Dreiheide   | Einzelvorschlag Wolfgang Sarembe | Einzelvorschlag Wolfgang Sarembe | 45,5            | 4. Mai      | 65,8            | ← 2007    | 2020 →  |
| 13. April   | Dreiheide   | Einzelvorschlag Bernd Gasch      | Einzelvorschlag Bernd Gasch      | 17,5            | 4. Mai      | 0,2             | ← 2007    | 2020 →  |
| 13. April   | Dreiheide   | weitere Einzelvorschläge         | weitere Einzelvorschläge         | 0,7             | 4. Mai      | 0,5             | ← 2007    | 2020 →  |
| 31. August  | Laußig      | Lothar Schneider                 | Schneider                        | 65,3            |             |                 | ← 2007    | 2021 →  |
| 31. August  | Laußig      | Sabine Haffke                    | Landfrauen                       | 34,7            |             |                 | ← 2007    | 2021 →  |

### Landkreis Sächsische Schweiz-Osterzgebirge
Im Landkreis Sächsische Schweiz-Osterzgebirge fanden in fünf Kommunen Wahlen statt. Diese sind im Folgenden aufgelistet. In keiner Kommune waren zwei Wahlgänge notwendig. Das entscheidende Wahlergebnis ist markiert.
Gewählte Bewerber:
- CDU: 1
- Einzelbewerber/Bürgerinitiativen: 4
- Amtsinhaber wiedergewählt: 2
- Amtsinhaber abgewählt: 0
- Amtsinhaber nicht angetreten: 3

Namen von Amtsinhabern sind fett dargestellt.
| Wahltermin | Gemeinde          | Bewerber           | Vorschlag           | Ergebnis (in %) | vorherige | nächste |
| ---------- | ----------------- | ------------------ | ------------------- | --------------- | --------- | ------- |
| 9. März    | Bahretal          | Brigitte Kolba     | Kolba               | 98,3            | ← 2007    | 2021 →  |
| 9. März    | Bahretal          | Einzelvorschläge   | Einzelvorschläge    | 1,7             | ← 2007    | 2021 →  |
| 25. Mai    | Dippoldiswalde    | Kerstin Körner     | CDU                 | 43,9            | ← 2011    | 2019 →  |
| 25. Mai    | Dippoldiswalde    | Jens Peter         | WV FW               | 56,1            | ← 2011    | 2019 →  |
| 25. Mai    | Hermsdorf/Erzgeb. | Andreas Liebscher  | FVV Hermsdorf       | 87,2            | ← 2010    | 2021 →  |
| 25. Mai    | Hermsdorf/Erzgeb. | Einzelvorschläge   | Einzelvorschläge    | 12,8            | ← 2010    | 2021 →  |
| 31. August | Dohma             | Matthias Heinemann | WV „Dohmaer Wasser“ | 87,9            | ← 2007    | 2021 →  |
| 31. August | Dohma             | Dirk Härtig        | Linke               | 12,1            | ← 2007    | 2021 →  |
| 31. August | Dorfhain          | Olaf Schwalbe      | CDU                 | 94,4            | ← 2007    | 2021 →  |
| 31. August | Dorfhain          | Einzelvorschläge   | Einzelvorschläge    | 5,6             | ← 2007    | 2021 →  |

### Vogtlandkreis
Im Vogtlandkreis fanden in drei Kommunen Wahlen statt. Diese sind im Folgenden aufgelistet. In einer Kommune waren zwei Wahlgänge notwendig. Das entscheidende Wahlergebnis ist markiert.
Gewählte Bewerber:
- Einzelbewerber/Bürgerinitiativen: 3
- Amtsinhaber wiedergewählt: 2
- Amtsinhaber abgewählt: 0
- Amtsinhaber nicht angetreten: 1

Namen von Amtsinhabern sind fett dargestellt.
| 1. Wahlgang | 1. Wahlgang | 1. Wahlgang        | 1. Wahlgang      | 1. Wahlgang     | 2. Wahlgang | 2. Wahlgang     | vorherige | nächste |
| Wahltermin  | Gemeinde    | Bewerber           | Vorschlag        | Ergebnis (in %) | Wahltermin  | Ergebnis (in %) | vorherige | nächste |
| ----------- | ----------- | ------------------ | ---------------- | --------------- | ----------- | --------------- | --------- | ------- |
| 25. Mai     | Eichigt     | Christoph Stölzel  | Stölzel          | 92,5            |             |                 | ← 2007    | 2021 →  |
| 25. Mai     | Eichigt     | Einzelvorschläge   | Einzelvorschläge | 7,5             |             |                 | ← 2007    | 2021 →  |
| 15. Juni    | Plauen      | Ralf Oberdorfer    | Oberdorfer       | 40,1            | 6. Juli     | 53,7            | ← 2007    | 2021 →  |
| 15. Juni    | Plauen      | Steffen Zenner     | CDU              | 33,4            | 6. Juli     | 46,3            | ← 2007    | 2021 →  |
| 15. Juni    | Plauen      | Uwe Täschner       | Täschner         | 26,5            | 6. Juli     | n. k.           | ← 2007    | 2021 →  |
| 31. August  | Theuma      | Ulrich Riedel      | Riedel           | 28,9            |             |                 | ← 2008    | 2017 →  |
| 31. August  | Theuma      | Lothar Schwenkbier | Schwenkbier      | 71,1            |             |                 | ← 2008    | 2017 →  |

### Landkreis Zwickau
Im Landkreis Zwickau fand in einer Kommune eine Wahl statt. Diese sind im Folgenden aufgelistet. Ein zweiter Wahlgang war nicht nötig. Das entscheidende Wahlergebnis ist markiert.
Gewählte Bewerber:
- Einzelbewerber/Bürgerinitiativen: 1
- Amtsinhaber wiedergewählt: 1
- Amtsinhaber abgewählt: 0
- Amtsinhaber nicht angetreten: 0

Namen von Amtsinhabern sind fett dargestellt.
| Wahltermin | Gemeinde   | Bewerber         | Vorschlag        | Ergebnis (in %) | vorherige | nächste |
| ---------- | ---------- | ---------------- | ---------------- | --------------- | --------- | ------- |
| 9. März    | Wildenfels | Tino Kögler      | Kögler           | 98,2            | ← 2007    | 2021 →  |
| 9. März    | Wildenfels | Einzelvorschläge | Einzelvorschläge | 1,8             | ← 2007    | 2021 →  |

## Belege
1. ↑  Bürgermeisterwahlen. Abgerufen am 18. November 2023.
2. ↑  Oberbürgermeisterwahl 2014. Stadt Niesky, abgerufen am 23. März 2024.